# Jiang Qing
Jiang Qing (kinesisk: 江青) (født 14. marts 1914, død 14. maj 1991) var en kinesisk kommunistisk revolutionær og Mao Zedongs sidste kone. Parret blev gift i 1938, og Jiang blev en nøgleskikkelse under Kulturrevolutionen (1966-76). Efter Maos død mistede hun sin indflydelse, og hun blev efterfølgende som en af personerne i Firebanden i 1981 dødsdømt for sit medansvar for skader forårsaget af Kulturrevolutionen. Dommen blev senere ændret til livsvarigt fængsel, og i 1991 blev hun af lægelige årsager midlertidig løsladt. Inden hun kom tilbage til fængslet, begik hun selvmord.